# Vila de Frades
Vila de Frades es una freguesia portuguesa del concelho de Vidigueira, con 25,58 km² de superficie y 992 habitantes (2001). Su densidad de población es de 38,8 hab/km².

## Galería

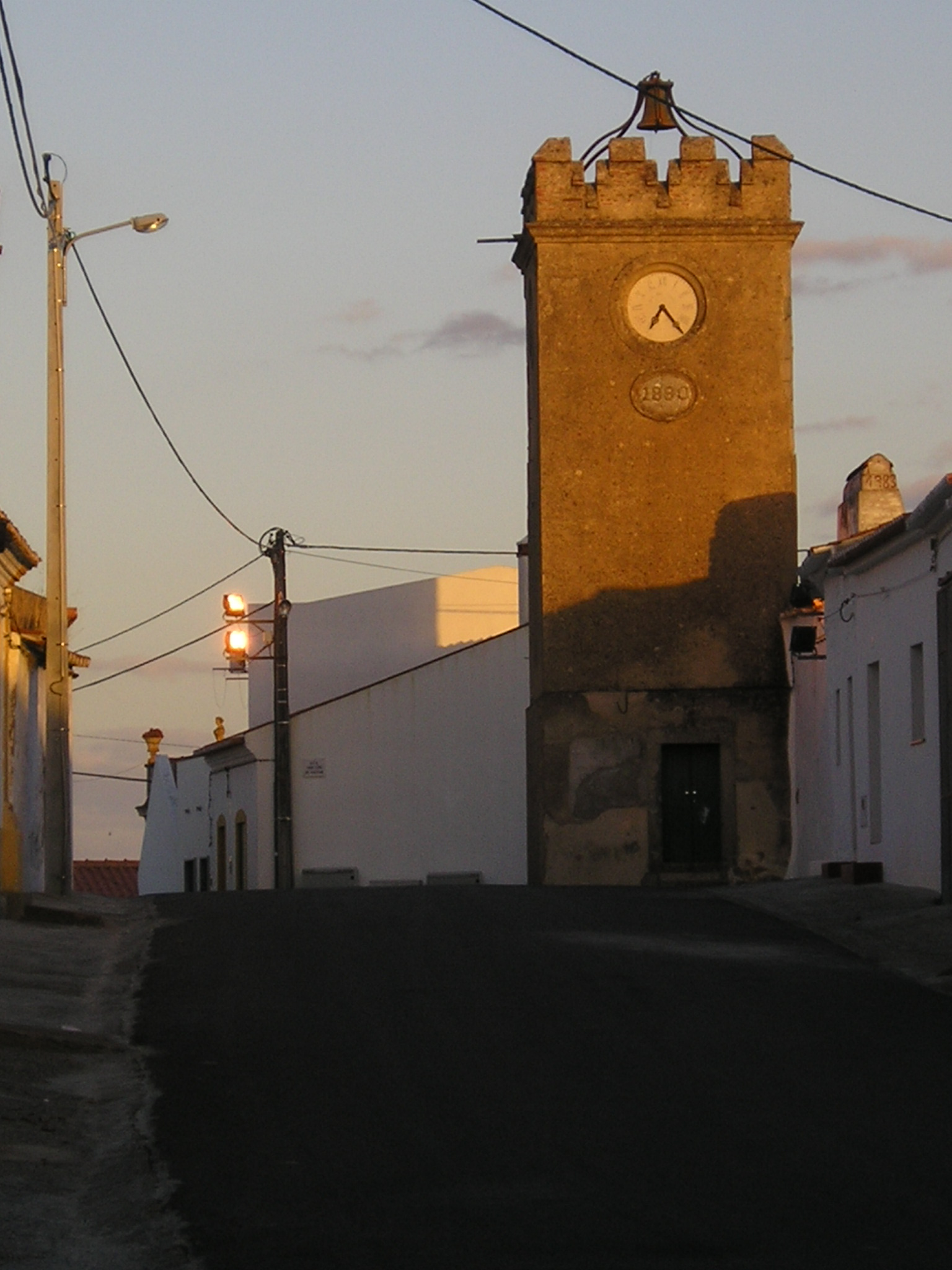
Torre del reloj de Vila de Frades